# Ministerialita
Ministerialita je termín z dějin středověké Evropy označující společenskou vrstvu nesvobodných služebníků suverénů, kteří byli určeni k plnění úkolů na poli správním, hospodářském a vojenském. Ministerialita je dnes chápána jako právní pojem či instituce, charakterizovaná osobními vztahy na straně jedné, nebo politickými, hospodářskými a vojenskými funkcemi na straně druhé.
Ministeriálové (ministeriales, servientes, Dienstleute) byli nesvobodnými služebníky, kteří byli pověřováni svými pány k plnění úkolů správních, vojenských a hospodářských. Již samotný zrod ministeriální vrstvy není bez otazníků a diskusí.

## Vznik a původ ministeriality

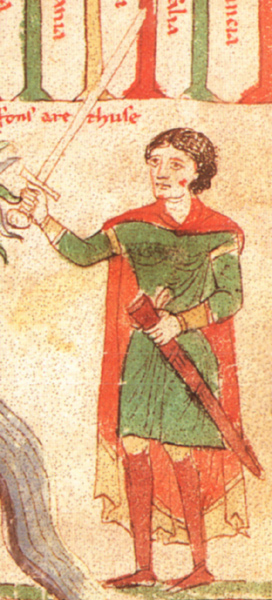
Markward von Annweiler, říšský ministeriál

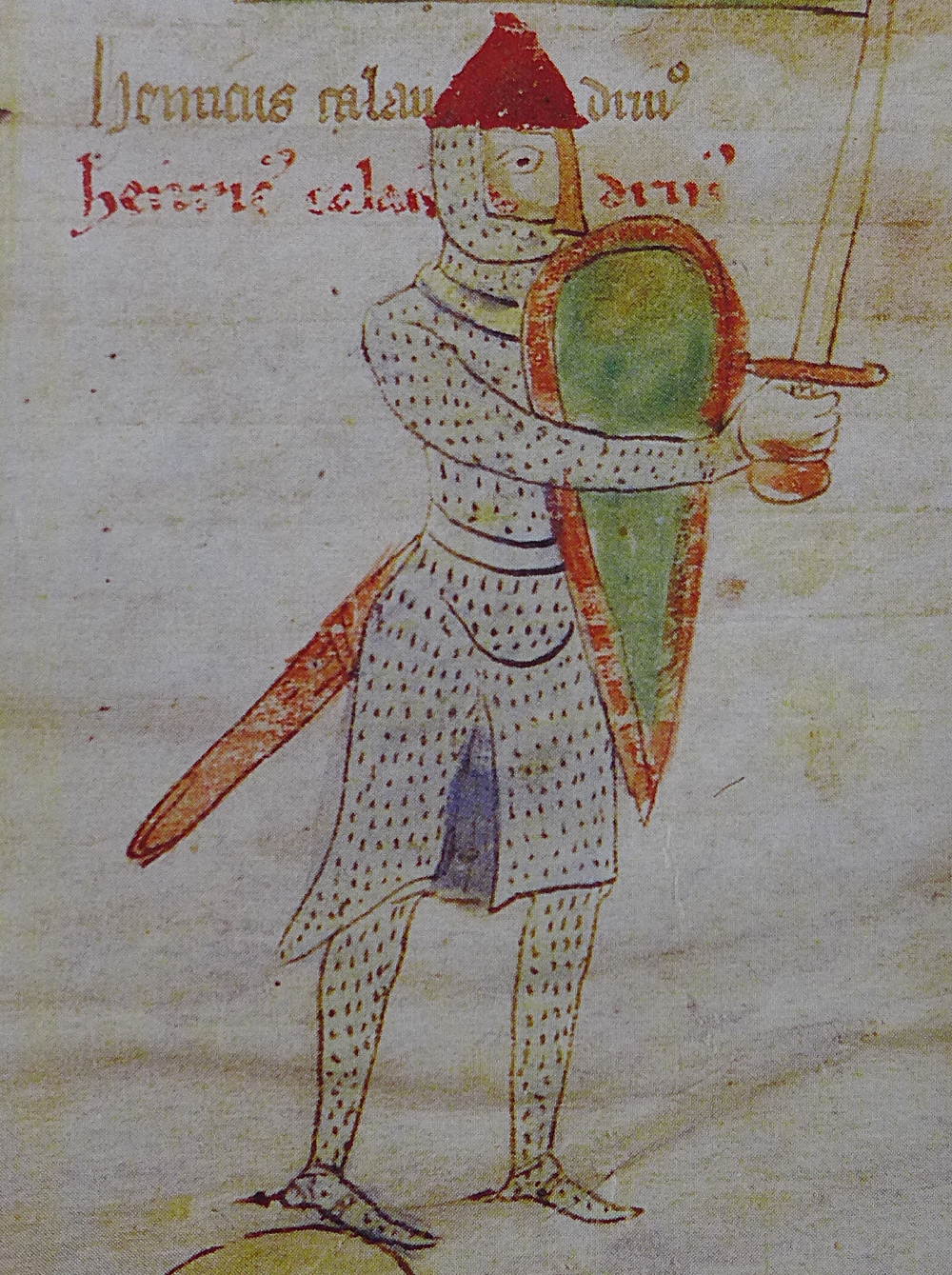
Heinrich von Kalden, ministeriál

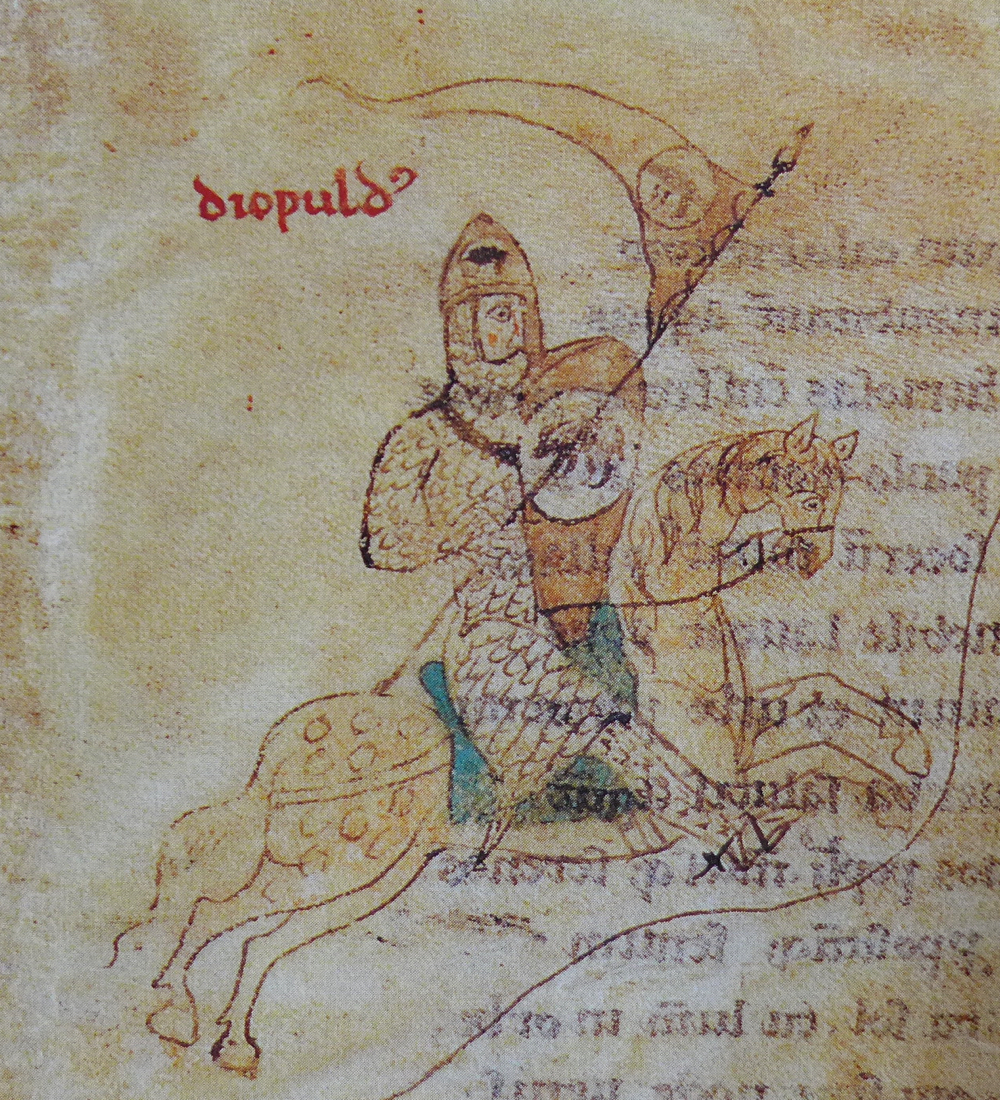
Diepold von Schweinspeunt, ministeriál

Ministerialita vznikla na přelomu 10. a 11. století v prostředí říšské církve. Ministeriální vrstva byla charakteristická pro území středověké Říše, to znamená především prostoru německých zemí a částečně i území na Apeninském poloostrově. V prostoru českých zemí ji prakticky nenalézáme, pouze s výjimkou Chebska, které patřilo jako zástava od určité doby českému králi a dalo by se počítat do svazku českých zemí.
Bohatnoucí a stále více se rozpínající církev a s ní i její majetek potřebovala ochranu před rostoucími útoky a snahami světské aristokracie přivlastnit si lákavé bohatství duchovních. Obrana a správa těchto neustále rostoucích církevních majetků byly prvními úkoly prvních ministeriálů. Efektivní a jednotnou správu, vojenskou ochranu majetků církve měli tedy v popisu práce první příslušníci nově konstituované ministeriální vrstvy.
Instituci ministeriálů však nepoužila první církev, pojem ministeriál je znám již z doby merovejské (pueri regis), kdy tímto termínem byli označováni lidé pověření vykonáváním domácích úřadů nebo vojenským doprovodem pána. V době karolinské byli již ministeriálové nespecifikováni, tímto termínem se označoval jak biskup tak i např. obyčejný knecht. Obecně byli tímto termínem označováni úředníci.
Církevní ministeriálové byli předobrazem pro ministeriály královské za Konráda II. (1024–1039). Role a úkoly, které měli, se v podstatě nelišily od jejich kolegů ve službách církve. Jednalo se především o správu královského zboží a statků a bývali pověřováni i výkonem nižšího soudnictví. V rukou ministeriálů byly pravděpodobně i čtyři úřady na dvoře pána – komorníka, stolníka, číšníka a maršálka.
Ministerialita 11. až 14. století dosáhla svého největšího rozkvětu, významu a rozšíření. Toto období by se dalo nazvat klasickým obdobím ministeriality.

## Právní vnímání ministeriality
Právě z tohoto období, respektive od počátku 11. století máme zachovány Wormské, Limburské a Bamberské služební právo, kde se dozvídáme téměř vše o postavení, původu, povinnostech a právech ministeriálů, a kde byl kodifikován statut ministeriální vrstvy jako celku.
Prvním bylo Wormser Hofrecht (Lex Familiae Wormatiensis Ecclesiae) z let 1024-25. Dokládá nám návaznost i existenci ministeriálů z dob Karlovců, kdy byli označováni jako fiscalini, určeni ke službě na biskupově dvoře. Tím, že byli vybráni ke službě pánovi, zde biskupovi, byli povýšeni z původního nesvobodného postavení na pozici vyhrazené původně svobodným. Došlo zde tedy k určitému sociálnímu vzestupu přes službu. Výstavba a zabezpečení správy církevního majetku byla provedena právě za pomoci těchto původně nesvobodných jedinců, z důvodů nespolehlivosti a zcizování ze strany šlechty. Ministeriál se nám zde jeví jako ministeriál na dvoře Karlovců, to znamená jako úředník s patřičným společenským postavením.
Recht der Limburger Klosterleute (1035) představuje ministeriály jako držitele úřadů číšníka a stolníka, k tomu se přidává ještě služba na koni. Po dobu vykonávání úřadu dostávali tito nesvobodní léna, která však prozatím nebyla ještě dědičná. Jednalo se o léna služební, vázáná přímo k úřadu.
Bamberger Dienstrecht z let 1061-62 je plné ustanovení, práv a povinností ministeriálů, a je v tomto ohledu bráno jako nejstarší kodifikované služební právo, neboť jsou zde dopodrobna rozepsány záležitosti týkajících se ministeriality jako vrstvy. Nalézáme zde například ustanovení, že ministeriál má právo na obhajobu a očištění – pokud se ovšem neprovinil přímo proti svému pánovi a jeho komoře – jako svědectví mu stačí sedm lidí, svědčící v jeho prospěch. Když byl postaven ministeriál do služby a dosud od biskupa neobdržel léno, může sloužit komu chce a jako svobodný, bez lenních závazků. Jestliže sloužící ministeriál zemře a zanechá po sobě těhotnou manželku, čeká se na narození dítěte. Je-li mužského pohlaví, zdědí léno po otci. Je-li to děvče, uprázdněné léno přechází na nejbližšího mužského příbuzného v linii, s tím, že to nejlepší, co patřilo nebožtíkovi – zbroj, kůň – přešlo zpět na pána zemřelého. Plánovala-li se nějaká vojenská akce, měl přijít ministeriál k pánovi na vlastní náklady, teprve poté ho již vydržuje pán. Na tažení do Itálie měl pán povinnost dát každému opancéřovanému rytíři tři libry a koně. Pokud se táhlo někam jinam, měli se dva opancéřovaní rytíři složit na třetího.
Když se podíváme na výše uvedená ustanovení týkající se ministeriality, zjistíme, že postavení, moc a společenský význam jednotlivých ministeriálů se rovnal přinejmenším postavení svobodné nižší šlechty, rytířstva. I když je tady zdůrazněn nesvobodný statut ministeriality, zmínka o dědičnosti lén dává tušit, že nesvoboda byla brána buď jako formalita nebo že dědičnost služebního léna v rámci jedné společenské vrstvy a pod stejným pánem nebyla brána jako překážka odporující nesvobodnému postavení ministeriála. Ale jak máme chápat, že ministeriál, který doposud neobdržel od svého pána (biskupa) léno, si může jít kam chce a jako svobodný? Musíme si dávat pozor na postavení ministeriála de iure (nesvoboda, daná narozením) a de facto (moc, dědičná léna, práva a vymoženosti svobodných).

## Svoboda či nesvoboda ministeriality
Rozdílná stanoviska panují mezi historiky i o původní svobodě či nesvobodě ministeriálů.Vedle výše uvedených pramenů, které nám osvětlují vznik, původ a postavení prvních ministeriálů, vzešlých z prostředí říšské církve, bychom se měli podívat jak ministerialitu chápali autoři laičtí.
Podívejme se do Saského zrcadla, které je jednou z nejstarších právních knih v německém jazyce. Autor Eike von Repgow dal na prosbu hraběte Hoyera von Falkenstein přeložit původně latinský text do němčiny mezi léty 1220 až 1235. Tak vznikl rozsáhlý právní kodex, ale také prozaické dílo v německém jazyce. Nás zajímá především jak autor vidí samotné ministeriály v oné době. V úvodu je deklarována obecná rovnost lidí před Bohem, na následujících stránkách nalezneme pojem Dienstmannen, Dienstmannschaft, kteří jsou zde počítáni mezi nesvobodné, bez nároku cokoliv vlastnit. Společnost je zde rozdělená podle středověkých měřítek, to znamená na svobodné, vládnoucí a na nesvobodné, sloužící. Máme zde i různé pojmy, označující ministeriály od servi až po dienstmannen. V Saském zrcadle nalézáme dále základní rozdělení společnosti na dvě skupiny, které mají dohromady šest tříd. V první skupině, kde jsou svobodní, jsou jmenována knížata, svobodní pánové, nižší soudci. Ve skupině druhé jsou usedlí v zemi (rolníci), dienstmannen a nižší úředníci. Rozdíly mezi oběma skupinami, ale i uvnitř těchto skupin a od zbytku společnosti jsou vyjádřeny v poměru výše pokut a poplatků, které svobodný či nesvobodný musel za přečin zaplatit. Podle Saského zrcadla se nám tedy jeví ministeriálové, ať jsou označováni jakkoliv, jako primárně nesvobodní.
Dalším pramenem právní povahy je Švábské zrcadlo, které do značné míry vychází z výše uvedeného Saského zrcadla. Tato právní kniha, vzniklá mezi léty 1259 až 1275 je rozdělená do dvou částí. První část se zabývá právem zemským, druhá část právem lenním. Co se týče postavení ministeriálů, nalézáme zde podobná ustanovení a rozdělení pokut a poplatků, odstupňovaných podle společenského postavení dotyčného. Od knížat, hrabat, vévodů přes biskupy až k dienstmannen. Ministeriálové jsou zde zmiňováni u příležitosti otázky vlastnictví pozemků a jeho dědictví. Zmínky o sňatcích ministeriálů se svobodnými šlechtičnami nám dokazují, že brát ministeriály jako pevně danou a jasně definovanou instituci je nemožné. Ministerialita jako vrstva měla určitá práva a privilegia, která ji přibližovala vrstvám svobodným. Podle práva, to znamená například v ustanoveních o držení pozemku, v ustanoveních o původu a svobodě dítěte narozené šlechtičně a ministeriálovi, se jasně píše, že dítě je majetkem pána ministeriála, avšak se všemi jeho právy a povinnostmi vrstvy jaké má jeho otec.

### Názory badatelů
Jak prozatím můžeme vidět, ministerialita jako taková, byla brána jako vrstva nesvobodná, která však měla výhody a práva vrstev svobodných. K tomuto stanovisku se víceméně blíží i většina badatelů zabývající se ministerialitou obecně.
1. Werner Wittich vidí původ ministeriality ve čtyřech či pěti dvorských úřadech, které počátkem 11. století vykonávali právě ministeriálové. Začátkem 12. století vstupovali do ministeriální vrstvy svobodní a přispěli tím k důležitému sociálnímu i právnímu vzestupu této nesvobodné vrstvy. Wittich na příkladu ministeriality v biskupství Hildesheim poukazuje, že zde členové starých šlechtických rodů vstupovali mezi ministeriály, protože očekávali majetkový a společenský posun směrem nahoru. Do ministeriální vrstvy vstupovali jak jednotlivci, tak i celé rodiny (mohly být i smíšené) – při vstupu darovali církvi majetek, pak ho dostali zpět jako léno a platili desátky. Ve svědečných listinách byli označováni na konci seznamu svědků jako Ministerialen. Pokud si šlechtic nebo cizí ministeriál vzal ministeriálku z hildesheimského biskupství, vznikl nerovný sňatek, kdy se z jedné celé, původně svobodné šlechtické větve stává větev nesvobodná, ministeriální. Právě vstupováním mocných šlechticů k ministeriálům, se tato vrstva stává mocnější, postupem času se fakticky staví na roveň svobodné šlechtě. Ministeriál, který vykonával úřad, měl k dispozici území, vázané právě na výkon úřadu či služby. Vykonávat úřad mohli všichni členové rodu. Ministerialita je tudíž ve svém prapůvodu svobodná. Saské zrcadlo je údajně špatně interpretováno.
2. Georg Caro nahlíží na ministeriály jako potomky svobodných a věří, že osobní vázanost k pánovi, kterou služba přináší, byla v pozdní době nahlížena jako na nesvobodné postavení sloužícího. Později na základě vzrůstajícího sociálního a právního statutu ministeriality upravil svůj názor a obecně předpokládá nesvobodný původ ministeriality.
3. Philipp Heck ve svých názorech na ministerialitu využívá Saské zrcadlo, kde mu základ poskytly již výše uvedené skutečnosti týkající se ministeriality a jejího postavení v tehdejším nazírání. Obecně Heck má za to, že ministeriálové byli původně nesvobodní, měli však v držení území, nutné pro výkon úřadu. Vidí v nich počátek zvláštního stavu mezi svobodnými a nesvobodnými, určující je stav podle narození. Svobodnými se stávali až díky výslovnému povolení krále. Samotné osvobození však znamenalo jen propůjčení právního postavení nižších svobodných vrstev a právo se usadit v zemi.
4. Erich Molitor upozorňoval, že musíme rozlišovat mezi ministerialitou v karolinské době a ministerialitou, vzniknuvší v 11. století. Ministerialita se konstituovala ze služebníků, kteří s výkonem určitého úřadu a přes válečnou službu získávali stále významnější pozice a vliv. Všeobecně Molitor považuje ministerialitu původem za nesvobodnou, nachází však i momenty, kdy se nesvobodné postavení občas mísilo se svobodným. Údajně chybí důkazy, že by ministeriálové pocházeli čistě jen ze svobodných, či naopak nesvobodných vrstev společnosti. Ministeriální vrstvu tedy chápe původem za nesvobodnou, s tím, že v ní později vidí i příslušníky svobodné vrstvy.
5. Georg Winter ve svém výzkumu ministeriální vrstvy v pohraniční braniborské marce poukazuje na rozdíl mezi ministerialitou v tzv. starých a nových říšských zemích. Samotní ministeriálové jsou v pohraničních markách vázání spíše vojenskou službou a vztahy, nejsou tak úspěšní v sociálním a mocenském vzestupu jako ministeriálové např. na Kostnicku, Chebsku, Norimbersku a podobně. Sám Winter kritizuje Saské zrcadlo jako konzervativní a učenou práci, která nereflektuje faktický stav ministeriální vrstvy, nýbrž se zabývá pouze stavem z dřívějších dob, tj. rozdělení společnosti na svobodné a nesvobodné.
6. Eberhard Otto považuje 11. století za dobu vzniku ministeriality jako stavu, který je v podstatě šlechtický. Otázkou pro něj zůstává, kdo ministerialitu vytvořil a jaký byl její původ. Ministeriální vrstva bývala původně nesvobodná. Tvořila ozbrojený doprovod pánů z řad vyšší šlechty. Měla údajně zvláštní, vlastní systém práv a v této době patřila do rytířské vrstvy. Měla právní postavení jak jako rytířstvo, tak i jako šlechta zvláštního významu ve svědečných listinách. Ministeriály bere tedy jako původem nesvobodné, kteří se časem domohou osobní svobody. Poukazuje tu na zvláštnost, kdy zde existuje nesvobodná vrstva, ale s právy náležejícím svobodným vrstvám. Pro ministerialitu jako takovou má označení nesvobodná šlechta, s uvědomováním si sebe sama jako vlastní, specifické vrstvy.
7. Günther Flohrschütz na základě výzkumu zvyklostí a tradic města Freisingu tvrdí, že ministerialita vzniklá v 11. století má kořeny v ministerialitě 10. století, kdy se přes válečnou službu jednotliví knechti konstituují jako stav. Mluví zde o rané ministerialitě, kdy už merovejští biskupové měli snahu se obklopovat těmito ozbrojenci. O ministerialitě jako takové můžeme tedy mluvit až později, uprostřed 11. století. Flohrschütz to ukazuje na příkladu pánů von Bodman, kteří byli původně svobodní. Poté se stali biskupskými ministeriály, pak ministeriály říšskými a nakonec vystupují jako svobodní páni a vlastníci říšského zboží. Vývoj tohoto rodu je podle Flohrschütze paralelní s jinými mocnými ministeriálními rody.
8. Karl Bosl je ve svém výzkumu na poli ministeriality a jejího vzniku, původu a působení, dosud nepřekonaný, a to zvláště vzhledem k chebskému regionu a ministerialitě chebské. Považuje ministerialitu za typickou pro oblast tehdejší Říše. Ve své předmluvě líčí ministerialitu a její dějiny jako první sociální a politický vzestup z hloubek nesvobody k zrovnoprávnění ve společnosti, hospodářství a k účasti na státním zřízení. Za fransko – saské doby díky hrabské soustavě měla stále sílící moc šlechta, což později vedlo k absenci jednotného státního celku jako na západě. Základnami panovnické moci byla nově porobená území, marky, kdy přednostní právo na správu a výstavbu měl panovník. Počátky vzrůstu významu ministeriality vidí za pokusu o státní reformu za Jindřicha IV. proti stále mocnější šlechtě, kdy panovník nalézal oporu právě v ministeriálech a městech. Sálsko – štaufští panovníci chtěli uskutečnit a dát rámec své vlastní představě řízení státu. První říšský mír Jindřicha IV. z roku 1103 následoval ve štaufské době Constitutio de pace tenenda roku 1152, po něm následovaly další, které umožnily vznik říšského a státního zákonodárství. S výstavbou královských domén, soudnictví a zabezpečování míru přichází dějinná chvíle ministeriality. Všeobecný výzkum ministeriální vrstvy klade do tří komplexů otázek. Prvním je otázka nesvobodného původu ministeriality, kdy se kloní k názoru Eberharda Otta (viz výše) o svobodné i nesvobodné ministerialitě. Druhým je otázka masového vstupu šlechtických rodin do ministeriální vrstvy a vzestup ministeriality mezi nižší šlechtu. Tvrdí, že ve 12. až 13. století stáli ministeriálové a nižší šlechtici zvlášť a teprve ve 14. století dochází k zrovnoprávnění. Vzestup nesvobodné ministeriality umožnily mocenskopolitické, hospodářské a kulturní vztahy, respektive že ministeriálové samotní se bohatstvím, mocí a sídly vyrovnali i šlechtickým rodům. Konečně třetím komplexem otázek jsou motivy sociálního vzestupu ministeriality. Za rozhodující považuje význam služebního léna jako klíčového momentu ve vývoji ministeriální vrstvy, poté vyzdvihnutí významu při výstavbě a správě teritoria.
9. Walter Schlesinger vidí kořeny ministeriality v nesvobodě, postupem času se ministeriálové domohli svobody a zrovnoprávnění s dynastickou šlechtou. Odmítá tezi, že by ministeriálové měli na základě interpretace Tacitovy Germanie přímou kontinuitu již od starověku. Vidí velký rozdíl mezi propuštěncem na svobodu ve starověku a pozdějším vyzdvihnutím nesvobodného ministeriála přes službu. Jinak souhlasí s Boslem o významu ministeriality při formování a uskutečňování panovnické vůle, státu, správy a že byla oporou, zvláště za sálsko – štaufských panovníků.
10. Josef Fleckenstein souhlasí v podstatě s Boslem, považuje ministerialitu za původně nesvobodnou a vzešlou z prostředí jednotlivých biskupů. Biskup podle schopností pozvedává do dvorských služeb z masy nesvobodných jednotlivce. Odmítá tezi, že by agrarii milites byli předstupněm pozdějších ministeriálů. Agrarii milites byli pomocníci a vojáci za Jindřicha I. v boji proti Maďarům a Slovanům, kteří se rekrutovali z řad svobodných sedláků. Byli to vojáci, ne vrstva. V posledních letech se objevily studie mapující vznik, vývoj a původ ministeriality v jednotlivých diecézích či arcidiecézích. Z čehož vyplývá, že původ a vznik ministeriality, kterou se zde zabýváme, musíme hledat v prostředí říšské církve.

## Chebská ministerialita (12.–13. století)
Štaufská idea státu a jeho správa vycházela u Fridricha I. Barbarossy z přesvědčení, že právě jeho rod a on, jako jeho zástupce jsou vyvoleni Bohem a prostřednictvím knížat zvoleni za krále. Z této představy o výjimečnosti štaufského rodu vyplývalo mnoho důsledků, ať již to byl radikálně měnící se vztah mezi světskou a duchovní mocí, či směrem ke šlechtě, ale především snaha o vybudování silného, úřednického státu, kde by měl hlavní slovo panovník a sloužit měla výkonná administrativa, která se měla rekrutovat především a výhradně z loajální ministeriální vrstvy.
Vohburgové s pomocí ministeriálů z marek Cham a Nabburg spravovali a kolonizovali území, které se za nedlouho stane jedním z pilířů štaufské moci. Výstavba samotného chebského regionu probíhala především za markraběte Děpolda III. (v listinách od roku 1105 až 1146) a jeho ministeriálů, kteří měli v držení mimo jiné i nejstarší hrad regionu, Eger jako úřední léno do roku 1146. Do této doby spadá výstavba strategické linie hradů, které měly chránit celou oblast a plnit taktéž administrativní funkce.
Hrady, propůjčované ministeriálům z rukou markrabat, byly lény služebními. Jména hradů a samotných ministeriálů na nich nalézáme ve svědečných listinách, kde jsou nejprve uváděni jako příslušníci jedné, pánovy družiny – ministeriales marchionis Diepoldi. Postupem času najdeme jednotlivé ministeriály, kteří se již nazývají podle hradu či sídla, kde sloužili. Dalšími hrady, podle kterých se minsiteriálové nazývali, byly například Liebenstein (Libá, ČR), Biedl či Wunsiedel (SRN).
Přirozeným správním a politickým centrem byl chebský hrad a jeho posádka, složená ze sloužících ministeriálů. Pod ním se zrodily sídla a příbytky jak samotných Dienstmannen tak i dalších úředníků a svobodných, které se staly základem pozdějšího města. Všichni stáli pod ochranou hradu a podléhali mu.
Až do zástavy Chebska roku 1322 plnila falc roli spíše reprezentativní, poté se v důsledku boje o hegemonii v regionu mezi měšťany a zástupcem českého krále – purkrabím – stává spíše pevností a sídlem zemského soudce.
Rozhodujícím momentem, kdy se Chebsko dostalo na výsluní říšské politiky a zájmu, byla smrt vohburského markraběte Děpolda III. a převzetí této oblasti římsko - německým panovníkem Konrádem III. z rodu Hohenštaufů. Chebsko, stejně tak jako klášter Waldsassen, patřilo nyní bezprostředně pod Říši. Když si roku 1147 švábský vévoda Fridrich bral dceru Děpolda Adélu z Vohburka jako dědičku, připadlo Chebsko štaufskému rodu a stalo se tak rodovou doménou. Roku 1153 se s ní sice rozvedl z důvodu údajného blízkého příbuzenství, ale Chebsko už Štaufům zůstalo.
Enormní zájem Štaufů o Chebsko a postupné získávání zemí dalších (Norimberk, Plisensko) můžeme vidět jako snahu o vymezení se proti državám welfským. Štaufové se již od počátku své vlády na Chebsku snažili vytvořit z tohoto území, doposud opomíjeného, centralizovanou, vnitřně stabilní doménu, která by rozšířila jejich politický vliv a moc na východním pomezí Říše. Budoucí říšská země Chebsko měla za úkol roztrhnout původní severojižní pruh welfských domén, eliminovat jejich vliv a prosazovat zájmy Říše na východním pomezí říšského území.
Štaufové na Chebsku nalezli ty nejlepší podmínky jaké si mohli přát. Šlechta se zde prozatím ještě neprosadila, území jako celek patřilo zástupci panovníka markraběti Severní marky a tudíž bylo říšským územím již před příchodem Štaufů. Přechod Chebska pod bezprostřední vládu štaufské dynastie a potlačení dědických nároků Děpoldových synů ze strany Konráda III. znamenaly významný předěl v dějinách této dosud ne příliš důležité okrajové země. Výstavba jednotného teritoria s jednolitou ministeriální vrstvou, která měla funkce vojenské, administrativní a zpočátku i kolonizační a která byla prakticky jedinou dominantní složkou země, se ukazuje jako geniální plán štaufských panovníků a ukázkou jejich představ o jednotném, centralizovaném, loajálními úředníky spravovaném státě.
Za sálských a později za štaufských panovníků probíhaly Říší dvě mocenské linie – od Goslaru, kde se nacházely stříbrné doly Rammelsberge až k Norimberku (castrum Nuoronberc), který byl správním centrem Severní marky. Z Würzburgu vedla do Norimberka stará karolinská cesta, směřující do Řezna, odkud odbočovala severovýchodním směrem do Severní marky, Chebska a poté do Prahy. Kontrola a správa byla v rukou ministeriálů (Dienstmannen) ze Švábska za vlády Jindřicha III. Štaufové navázali na své předchůdce a dále rozvinuli systém mocenských linií ve východních Francích až po oblasti obývané slovanským obyvatelstvem. Chebsko a Plisensko měly tedy strategickou hodnotu. Samozřejmě byly chráněné hrady (Eger, Altenburk), které měly strategické a správní funkce, a jejichž posádky tvořili právě ministeriálové.
Vytváření Chebska, nyní již terrae imperiae Egrensis probíhalo v letech 1180 až 1200, hned po konstituování se jiné říšské země Plisenska roku 1158 s centrem Altenburkem. Obě země byly spravovány výlučně ministerialitou. Na špici ministeriální správy stál jak v Altenburku tak i v Chebu Landrichter, zemský soudce (iudex provincialis, iudex terrae), který byl nejvyšším soudním a správním úředníkem. Chebský zemský soudce byl ještě navíc, na rozdíl od altenburského a norimberského, nejvyšším vojenským velitelem. V Altenburku vykonával tuto funkci svobodný šlechtic. V Norimberku se Reichsbutigler vedle dynastie Zöllernů (zastávali úřad purkrabího) koncem 12. století moc neprosadil, ale v listinách byl označován jako hlava okolní ministeriality.

## Zánik ministeriality (14. století)
Ministerialita se z důvodu ztráty smyslu své existence (vymření dynastie Štaufů, sílící moc měst) rozmělňuje buď do patriciátu měst či se z ní stává klasická nižší šlechta. Část ministeriálů se dostává na svůj původní, nesvobodný statut.

### Prameny
- Ausgewählte Quellen zur deutschen Geschichte des Mittelalters. Diplomata et Acta publica Statum Regni et Imperii usque ad annum MCCL Ilustrantia. Quellen zur deutschen Verfassungs-, Wirtschafts- und Sozialgeschichte bis 1250. Ausgewählt und übersetzt von Lorenz Weinrich. Darmstadt 1974.
- Schwabenspiegel Kurzform. Mitteldeutsch-niederdeutsche Handschriften. Hrsg. von Rudolf Grosse. Weimar 1964.
- Von Repgow, Eike: Sachsenspiegel mit vil newen addicion. Sampt Lantrechts und Lehenrechts richtsteige. Item vil urteilen der schöpffen zu Magdenburg in dreii bücher geteilet, mit iren registern. Augspurg 1517. Státní vědecká knihovna Olomouc.